# Municipio de Santa Bárbara (kommun i Departamento de Huehuetenango)
Municipio de Santa Bárbara är en kommun i Guatemala.   Den ligger i departementet Departamento de Huehuetenango, i den västra delen av landet, 140 km nordväst om huvudstaden Guatemala City.
Följande samhällen finns i Municipio de Santa Bárbara:
- Santa Bárbara